# Pagidolaphria gigas
Pagidolaphria gigas là một loài ruồi trong họ Asilidae. Pagidolaphria gigas được Macquart miêu tả năm 1838.